# ジョン・ミドルトン・マリー

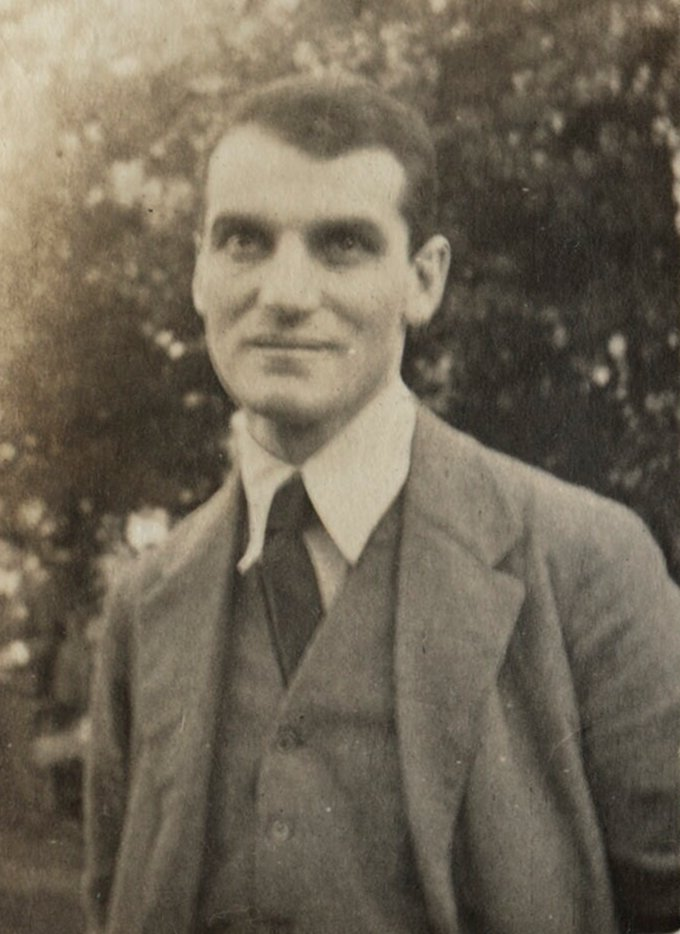
ジョン・ミドルトン・マリー

ジョン・ミドルトン・マリー（John Middleton Murry, 1889年8月6日 - 1957年3月12日）は英国の作家。

## 略歴
1913年に『ザ・ブルー・レビュー』を第一号から第三号まで刊行し、どの号にもキャサリン・マンスフィールドの作品を1，2篇ずつ掲載した。
キャサリン・マンスフィールドの二度目の夫（1918年に結婚した）。
生涯に四回結婚し、二度目の妻ヴィオレ・ル・メスター（Violet Le Maistre） との間にもうけた男の子、ジョン・ミドルトン・マリー・ジュニアはコリン・マリー、リチャード・カウパーの筆名で作家になった。

## 作品
- The Problems of Style (1922)
- Keats and Shakespeare (1925)
- Journals (1927)
- The Letters of Katherine Mansfield (1928) （編集）
- The Story of D. H. Lawrence (1931)
- Between Two Worlds (1935) （自伝）

### 邦訳
- 『スタイルの中心問題』植田虎雄訳 研究社、1934
- 『ドストイェフスキイ 作品と生涯』西村孝次訳 文学界社 1936　のち筑摩書房
- 『近代文学の意味 文学論集』山室静訳 改造文庫 1940
- 『キリストの生涯』中橋一夫訳 実業之日本社 伝記文学選集　1941　のち「世界教養全集9」平凡社
- 『来るべき自由社会』第1部 深瀬基寛訳 世界文学社 1949
- 『自由社会』第1,2部 深瀬基寛訳 社会思想研究会出版部 現代教養文庫 1952-53
- 『ドストエフスキイ』山室静訳 鎌倉書房 1953　のちあぽろん社、泰流社
- 『小説と詩の文体』両角克夫訳 ダヴィッド社 1957 現代小説作法
- 『魂の創造 ミドルトン・マリ評論集』田中清太郎,窪田鎮夫訳 国文社 1972
- 『文体の問題点 創作・批評・鑑賞のために』渡辺美智子訳 八潮出版社 1976
- 『D.H.ロレンスの想い出 ジョン・ミドルトン・マリィ評論集』戸田仁編訳 西日本法規出版 1998